# Clavaspis crypta
Clavaspis crypta är en insektsart som beskrevs av Howell och Tippins 1975. Clavaspis crypta ingår i släktet Clavaspis och familjen pansarsköldlöss. Inga underarter finns listade i Catalogue of Life.